# Katharina Otte
Pour les articles homonymes, voir Otte.
Katharina Otte est une joueuse allemande de hockey sur gazon née le 29 mai 1987 à Hambourg. Elle a remporté avec l'équipe d'Allemagne la médaille de bronze du tournoi féminin aux Jeux olympiques d'été de 2016 à Rio de Janeiro.